# اک-بولاک، قرقیزستان
اک-بولاک (به لاتین: Ak-Bulak) یک منطقهٔ مسکونی در قرقیزستان است که در استان بادکند واقع شده‌است.

## خصوصیات
اک-بولاک ۹۴۲ متر بالاتر از سطح دریا واقع شده‌است.